# Homalotrypus boromensis
Homalotrypus boromensis är en insektsart som beskrevs av Brancsik 1894. Homalotrypus boromensis ingår i släktet Homalotrypus och familjen syrsor. Inga underarter finns listade i Catalogue of Life.